# Sabnie (gromada)
Sabnie – dawna gromada, czyli najmniejsza jednostka podziału terytorialnego Polskiej Rzeczypospolitej Ludowej w latach 1954–1972.
Gromady, z gromadzkimi radami narodowymi (GRN) jako organami władzy najniższego stopnia na wsi, funkcjonowały od reformy reorganizującej administrację wiejską przeprowadzonej jesienią 1954 do momentu ich zniesienia z dniem 1 stycznia 1973, tym samym wypierając organizację gminną w latach 1954–1972.
Gromadę Sabnie z siedzibą GRN w Sabniach utworzono – jako jedną z 8759 gromad na terenie Polski – w powiecie sokołowskim w woj. warszawskim, na mocy uchwały nr VI/10/21/54 WRN w Warszawie z dnia 5 października 1954. W skład jednostki weszły obszary dotychczasowych gromad Grodzisk, Sabnie, Stasin, Tchórznica Włościańska i Tchórznica Szlachecka ze zniesionej gminy Sabnie w tymże powiecie. Dla gromady ustalono 16 członków gromadzkiej rady narodowej.
31 grudnia 1959 do gromady Sabnie przyłączono obszar zniesionej gromady Nieciecz Włościańska (bez wsi Wyrąb) oraz wieś Bujały-Gniewosze ze znoszonej gromady Bujały-Mikosze w tymże powiecie.
31 grudnia 1961 do gromady Sabnie włączono wieś Hołowienki ze znoszonej gromady Suchodół Włościański w tymże powiecie; z gromady Sabnie wyłączono natomiast wsie Nieciecz-Dwór i Kupientyn, włączając je do owej znoszonej gromady Suchodół Włościański.
1 stycznia 1969 do gromady Sabnie włączono obszar zniesionej gromady Kupientyn w tymże powiecie.
Gromada przetrwała do końca 1972 roku, czyli do kolejnej reformy gminnej. 1 stycznia 1973 w powiecie sokołowskim reaktywowano gminę Sabnie.